# Aeroportul Ramsar
Aeroportul Ramsar (IATA: RZR, ICAO: OINR) este un aeroport din Ramsar, Central District⁠(d), Ramsar County⁠(d), Mazandaran Province⁠(d), Iran ce deservește zona Ramsar.
Situat la o altitudine de −21 m, aeroportul dispune de o singură pistă. Este operat de Iranian Airports Holding Company⁠(d).